# Maratónec
Maratónec (v anglickém originále Marathon Man) je americký filmový thriller z roku 1976 britského režiséra Johna Schlesingera. Příběh adaptoval William Goldman podle vlastní stejnojmenné knihy (česky vyšla v roce 1982 pod názvem Maratónský běžec). Dustin Hoffman v něm vystupuje jako student newyorské univerzity Tom Levy, kterého německý válečný zločinec ukrývající se v USA Christian Szell (Laurence Olivier) podezřívá, že odhalil jeho identitu. Hudbu k filmu napsal Michael Small.
Společnost Paramount Pictures ho uvedla do amerických kin dne 6. října 1976.
Film se stal kasovním hitem, i když byl také kritizován za zobrazování násilí. Dobře známou se stala scéna, kdy sadistický Szell trýzní uneseného Thomase zubařským zákrokem bez anestezie. Díky úspěchu Maratónce si mohl Schlesinger dovolit natáčení následujícího, osobnějšího filmu Amíci (1979).

## Obsah filmu
Thomas "Babe" Levy je doktorand historie a vášnivý běžec, který se věnuje stejnému oboru jako jeho otec H. V. Levy, který spáchal sebevraždu poté, co byl vyšetřován v době Josepha McCarthyho. Babeův bratr Henry "Doc" Levy se vydává za ředitele ropné společnosti, ale ve skutečnosti je vládním agentem pracujícím pro tajnou agenturu vedenou velitelem Peterem "Janeyem" Janewayem. Jedním z Docových úkolů je sloužit jako diamantový kurýr pro nechvalně proslulého nacistického válečného zločince Dr. Christiana Szella výměnou za jeho pomoc při pátrání po dalších nacistických válečných zločincích. Szell je známý jako der weiße Engel (německy Bílý anděl) díky své výrazné hřívě bílých vlasů. Hledaný válečný zločinec Szell se usídlil v Jižní Americe a žije z velké skrýše diamantů, které ukořistil Židům zavražděným v Osvětimi. Diamanty jsou uloženy v bezpečnostní schránce v bance v New Yorku a podle potřeby je vybírá jeho bratr Klaus Szell. Poté, co je bratr doktora Szella zabit v záchvatu silniční zuřivosti, má Szell pocit, že už nemůže nikomu věřit, a pokusí se nechat zavraždit všechny překupníky a kurýry s diamanty, včetně samotného doktora.
Doktor unikne několika pokusům o vraždu a tuší, že Szell přijede do New Yorku, aby si vyzvedl svou cennou sbírku diamantů. Doc přijíždí do New Yorku pod záminkou návštěvy Babe. Mezitím jsou Babe a jeho nová přítelkyně Elsa Opelová, která tvrdí, že pochází ze Švýcarska, přepadeni dvěma muži v oblecích. Když Doc vezme Babea a Elsu na oběd, lstí Elsu přiměje, aby prozradila, že Babeovi lhala o svém původu. Přestože Doc tuší, že by mohla být spojena se Szellem, řekne Babe, že hledá amerického manžela, aby se mohla stát občankou USA. Poté, co Szell dorazí do Ameriky, ho Doc konfrontuje a prohlásí, že neměl Babe do těchto záležitostí zatahovat a že jemu samotnému se nedá věřit. Szell pak Doca překvapí a bodne ho nožem ukrytým v rukávu. Doc se dostane zpět do Babeova bytu a umírá.
Policie Babea vyslýchá, dokud nepřijedou vládní agenti v čele s Janewayovou. Janewayová se Babea zeptá, co mu Doc před smrtí řekl, a Babe se dozví, že jeho bratr byl agentem americké vlády. Babe trvá na tom, že mu bratr nic neřekl, ale Janewayová je přesvědčena, že Doc by se neprobojoval až do Babeova bytu, aniž by mu poskytl důležité informace.
Babe je později unesen ze svého bytu dvěma muži, kteří ho přepadli v parku, a je mučen Szellem za použití zubaře. Během mučení je Babe bombardován otázkami, ale stále popírá jakékoli poznatky. Babe je poté zachráněn Janewayovou, která mu vysvětlí, že Szell je v USA, aby prodal svou velkou skrýš diamantů. Janeway naléhá na Babea ohledně Docových slov na smrtelné posteli, ale Babe stále trvá na tom, že nic neví. Zklamaná Janeway se odhalí jako dvojitý agent a vrátí Babea Szellovi. Szell stále není schopen z Babea nic dostat, a tak mu vyvrtá jeden ze zdravých zubů. Babe nakonec unikne, k čemuž mu pomohou jeho schopnosti maratonského běžce.
Babe zavolá Else, která souhlasí, že se s ním setká autem. Po příjezdu do jejího venkovského domu se Babe dovtípí, že to na něj Elsa ušila, a donutí ji přiznat, že dům patřil Szellovu zesnulému bratrovi. Janeway a Szellovi muži dorazí, ale Babe vezme Elsu jako rukojmí. Babe zabije Szellovy muže, když se ho pokusí zastřelit. Janeway nabídne Babeovi, že nechá Szella zabít jako pomstu za Docovu smrt, pokud Janeway dostane diamanty. Babe souhlasí, ale když odchází, Elsa ho upozorní na Janewayin pokus o zradu a je smrtelně postřelena. Babe pak střelí Janewaye oknem a zabije ho.
Ve snaze zjistit hodnotu svých diamantů navštíví Szell odhadce v Diamantové čtvrti v centru Manhattanu. Prodavač, který přežil holocaust, se domnívá, že v Szellovi poznává válečného zločince. Poté, co Szell spěšně opustí obchod, ho pozná i starší židovská žena. Když se žena snaží přejít ulici, aby se dostala blíž k Szellovi, srazí ji taxík, což způsobí, že se shromáždí dav, který jí pomůže. Uprostřed zmatku se znovu objeví prodavač, který se postaví přímo Szellovi a podřízne mu hrdlo.
Szell získá zpět své diamanty, ale když se pokusí odejít, Babe ho pod pohrůžkou střelné zbraně donutí jít do dva kilometry vzdálené úpravny vody v South Gate House v Central Parku. Babe řekne Szellovi, že si může nechat tolik diamantů, kolik jich spolkne. Szell zpočátku odmítá a Babe začne diamanty házet do vody. Szell ustoupí a jeden diamant spolkne, ale pak odmítá dále spolupracovat. Szell uvolní záklopku na čepeli rukávu a řekne Babeovi, že Babeův bratr i otec byli slabí, což naznačuje, že Babeův otec byl nějaký špión jako Doc a že Szell byl zapleten do smrti Babeova otce. Babe hodí zbytek diamantů po schodech dolů k vodě; Szell se pro ně ponoří, ale zakopne a spadne na ostří vlastního nože, přičemž jeho mrtvola přepadne přes zábradlí a spadne do vody. Babe se vydá do Central Parku a zastaví se, aby hodil pistoli do nádrže.

## Postavy a obsazení
| Dustin Hoffman        | Thomas „Babe“ Levy                             |
| Laurence Olivier      | Dr. Christian Szell                            |
| Roy Scheider          | Henry „Doc“ Levy, Thomasův bratr a tajný agent |
| Marthe Kellerová      | Elsa Opelová                                   |
| William Devane        | Peter Janeway, tajný agent                     |
| Fritz Weaver          | prof. Biesenthal                               |
| Richard Bright        | Karl, Szellův kumpán                           |
| Marc Lawrence         | Erhard, Szellův kumpán                         |
| Allen Joseph          | Thomasův otec                                  |
| Tito Goya             | Melendez                                       |
| Ben Dova              | Klaus Szell, Christianův bratr                 |
| Lou Gilbert           | Rosenbaum                                      |
| Jacques Marin         | LeClerc                                        |
| James Wing Woo        | Chen                                           |
| Nicole Deslauriersová | Nicole                                         |

## Ocenění
Film byl nominován ve dvou kategoriích na cenu BAFTA (Dustin Hoffman za herce a Jim Clark za střih). V celkem pěti kategoriích, včetně té režijní, byl nominován i na Zlatý glóbus. Z nich však proměnil jen cenu za nejlepší herecký výkon ve vedlejší roli pro Laurence Oliviera, který byl ve stejné kategorii nominován i na Oscara.

## České uvedení
Do českých kin byl snímek uveden v únoru 1979.  České znění tehdy připravilo Filmové studio Barrandov dabing v režii Marie Fronkové. Dustina Hoffmana namluvil Ladislav Mrkvička a Laurence Oliviera Jiří Holý. Roye Schneidera coby Thomasova bratra daboval Eduard Cupák, jeho kolegu-agenta Janewaye Jan Přeučil, Marthe Kellerovou jako Elsu Eva Hudečková. V 90. letech byl pro potřeby vydání na VHS (a později DVD) pořízen nový dabing v režii Tomáše Tintěry. Tentokrát Hoffmana namluvil Václav Postránecký, Cupáka nahradil Pavel Šrom a Hudečkovou Ilona Svobodová, Holý a Přeučil zůstali. Na DVD film vyšel poprvé 11. března 2002. Česká televize však film uvedla v roce 2010 s původním dabingem. Tato verze je v České televizi uváděna s necitlivě vystřiženou milostnou scénou Thomase a Elsy.[zdroj?]